# جردن موریس
جردن موریس (انگلیسی: Jordan Morris؛ زادهٔ ۲۶ اکتبر ۱۹۹۴) بازیکن فوتبال اهل ایالات متحده آمریکا است.
از باشگاه‌هایی که در آن بازی کرده‌است می‌توان به باشگاه فوتبال سیاتل ساندرز اشاره کرد.
وی همچنین در تیم‌های ملی فوتبال و ایالات متحده آمریکا بازی کرده‌است.